# Євсєєв Денис Сергійович
Євсє́єв Дени́с Сергі́йович, рос. Денис Сергеевич Евсеев (нар. 3 липня 1973 в Мурманську) — російський шахіст, гросмейстер від 2003 року.

## Шахова кар'єра
1987 року здобув медаль на чемпіонаті РРФСР серед юніорів. 1998 року, під час чемпіонату Росії, що проходив у Санкт-Петербурзі, виконав першу гросмейстерську норму (на тому турнірі поділив 12-е місце серед 60 учасників). 1999 року поділив 3-є місце на турнірі MK Cafe B у Кошаліні. 2000 року (в Мінську) i 2001 (в Тулі, меморіал Олександра Котова, поділив 2-е місце після Андрія Харлова, разом з Євгеном Пігусовим, Валерієм Логіновим i Костянтином Чернишовим) виконав другу і третю гросмейстерські норми.
Успіхи на турнірах за роками:
- 2001 — поділив 2-е місце в Пардубице (після Матіаса Вомаки, разом з Володимиром Бурмакіним, Бартошем Соцко, Валерієм Невєровим i Даніелем Фрідманом),
- 2002 — посів 1-е місце в Алушті, поділив 1-е місце в Тампере, поділив 1-е місце в Самарі (разом з Борисом Грачовим i Дмитром Бочаровим), поділив 1-е місце на меморіалі Олександра Петрова в Санкт-Петербурзі (разом з Олексієм Корнєєвим, Євгеном Алєксєєвим i Олександром Арещенком), поділив 2-е місце на меморіалі Михайла Чигоріна в Санкт-Петербурзі (після Олександра Фоміних, разом з Артемом Тимофєєвим, Олександром Ковчаном i Олександром Арещенком),
- 2003 — посів перше місце на чемпіонаті Санкт-Петербурга,
- 2005 — двічі поділив 1-е місце в Санкт-Петербурзі (першого разу із Микитою Вітюговим, другого з Ігорем Захаревичем, Михайлом Бродським i Андрієм Девяткіним),
- 2006 — посів 2-е місце в Реджо-Емілії (2005/2006, після Костянтина Ланди), поділив 1-е місце в Петергофі (разом з Костянтином Маслаком)
- 2007 — поділив 1-е місце в Петергофі (разом з Данилом Лінчевським), поділив 2-е місце в Санкт-Петербурзі (після Сергія Соловйова, разом з Анішем Гірі),
- 2008 — посів 1-е місце в Петергофі, поділив 2-е місце в Санкт-Петербурзі (після Валерія Попова),
- 2009 — посів 1-е місце в Петергофі, поділив 1-е місце у Львові (разом з Мертом Ердогду i Володимиром Онищуком).

Найвищий рейтинг Ело дотепер мав станом на 1 жовтня 2003 року, досягнувши 2592 пунктів, посідав тоді 28-е місце серед російських шахістів.

## Зміни рейтингу
| На цьому місці має відображатися графік чи діаграма, однак з технічних причин його відображення наразі вимкнено. Будь ласка, не видаляйте код, який викликає це повідомлення. Розробники вже працюють для того, щоби відновити штатне функціонування цього графіка або діаграми. | |
| | На цьому місці має відображатися графік чи діаграма, однак з технічних причин його відображення наразі вимкнено. Будь ласка, не видаляйте код, який викликає це повідомлення. Розробники вже працюють для того, щоби відновити штатне функціонування цього графіка або діаграми. |